# Jayanegara
Jayanegara hoặc Jayanagara (tôn hiệu chính thức Sri Maharaja Wiralandagopala Sri Sundarapandya Dewa Adhiswara, hay Sri Sundarapandyadevadhisvara Vikramottungadeva, (? - 1328), còn được gọi là Kala Gemet). Là hoàng tử xứ Kediri từ năm 1295. Là một vị quân vương xứ Java và quốc vương thứ hai của đế quốc Majapahit, ông trị vì trong gần 20 năm từ năm 1309 đến khi bị ám sát vào năm 1328. Hoàng tử Jayanegara là người thừa kế, hoàng tử vương miện, con trai của sáng tổ quốc vương Raden Wijaya, vua đầu tiên của Majapahit. Nhiều câu chuyện về cuộc đời của ông đã được viết trong nhiều bản ghi, bao gồm Pararaton và Negarakertagama. Trong triều đại của ông đã chứng kiến sự khởi đầu cũng như sự trỗi dậy mạnh mẽ của vị thủ tướng tài ba Gajah Mada như một trụ cột quan trọng của đế chế. Các sử sách ghi nhận rằng ông là một hôn quân vô đạo, làm những việc trái với luân thường đạo lý, là kẻ đã ép chị em cùng cha khác mẹ của mình làm vợ. Cuối cùng dẫn đến một âm mưu ám sát nhà vua vào năm 1328. Cuối cùng, quốc vưong Jayanegara bị ám sát. Cho đến nay, cái chết của ông vẫn còn là một ẩn số, có giả thuyết cho rằng, ông bị chồng của người phụ nữ trên giết; có thuyết lại cho rằng, ông bị thầy thuốc của mình ám sát; và có cả thuyết cho rằng ông bị tướng của mình là Gajah Mada ám sát vì phẫn nộ với hành vi ép chị em làm vợ.